# Калифорнийски университет – Лос Анджелис
Калифорнийският университет – Лос Анджелис (на английски: University of California, Los Angeles или UCLA) е американски обществен щатски университет в град Лос Анджелис, окръг Лос Анджелис, щата Калифорния. Основан е през 1919 г. и е вторият университет след Калифорнийски университет - Бъркли, част от калифорнийската щатска университетска система.
От 1998 година насам Калифорнийският университет – Лос Анджелис е първенец по брой на кандидат-студентите сред университетите в САЩ.
Шестима професори и четирима от възпитаниците на Калифорнийския университет – Лос Анджелис са носители на Нобелова награда.

## Структура
В UCLA има 7 общи професионални училища и 4 специализирани по хуманитарни и здравни науки. Общо в тях се учат 25 000 студенти в долните курсове и 11 000 в магистърските и докторски програми. Колежът по научните дисциплини е създаден през 1923 и има 34 департамента с 900 преподаватели и със 129 специалности. Основните направления са 5: хуманитарни науки, социални науки, биологични науки, физични науки и интернационалният институт.
Близостта до Холивуд създава и необходимостта от училището по театър, филм и телевизия. Някои колежи имат само места за магистърски и докторски програми.

## Сграден фонд
През 1929 година университетът се състои от 4 сгради. Днес разполага с обширна материална база. Включва 163 сгради на площ 1,7 km² и на територията му се намират градини със скулптури, фонтани, музеи и особена смесица на архитектурни стилове. В двора на университета има добре изградена система от подземни и надземни гаражи.
Най-високата сграда носи името на Ралф Бънч, носител на нобеловата награда за мир от 1950 година. На входа на сградата има негов бюст.
Библиотечната система на UCLA съдържа 8 милиона книги и 70 000 серийни издания, разпределени между 12 библиотеки и 11 архива и научни центъра. Това е 11-ата по големина библиотечна система в страната.
Първата библиотека е университетската библиотека, днес наречена библиотеката „Пауъл“, която е създадена през 1884 г. През 1910 г. Елизабет Фарго става първата библиотекарка. Лорънс Кларк Пауъл става библиотекар през 1944 г., и през 1959 г. става декан на библиотекарския факултет.
- Главната сграда на Калифорнийския университет
- Калифонийският институт по наносистеми

## Известни личности
Преподаватели
- Джордж Огдън Абел (1927 – 1983), астроном
- Армен Алчиан (1914 – 2013), икономист
- Карло Гинзбург (р. 1939), историк
- Джаред Даймънд (р. 1937), биолог
- Харолд Демсец (р. 1930), икономист
- Донка Минкова (р. 1944), езиковедка
- Уилям Нисканен (1933 – 2011), икономист
- Томас Соуел (р. 1930), икономист
- Фрейзър Стодарт (р. 1942), химик
- Алонсо Чърч (1903 – 1995), математик
- Джулиан Швингър (1918 – 1994), физик
- Дебора Шугър (р. 1953), литературна историчка

Студенти и докторанти
- Артър Аш (1943 – 1993), тенисист
- Антонио Виларайгоса (р. 1953), политик
- Грег Графин (р. 1964), музикант
- Джеймс Дийн (1931 – 1955), актьор
- Филип Каган (р. 1927), икономист
- Карлос Кастанеда (1925 – 1998), писател
- Антъни Кийдис (р. 1962), музикант
- Карч Кирали (р. 1960), волейболист
- Джими Конърс (р. 1952), тенисист
- Франсис Форд Копола (р. 1939), режисьор
- Катрин Макартър (р. 1971), космонавтка
- Джим Морисън (1943 – 1971), музикант
- Рафи Ованисян (р. 1959), арменски политик
- Елинор Остром (1933 – 2012), политолог
- Тим Робинс (р. 1958), актьор
- Глен Сиборг (1912 – 1999), химик
- Бен Стилър (р. 1965), актьор
- Винт Сърф (р. 1943), инженер
- Уолтър Уилямс (р. 1936), икономист
- Джеймс Хорнър (1953 – 2015), композитор
- Уилям Форсайт Шарп (р. 1934), икономист
- Пол Шойринг (р. 1968), режисьор